# Rhonda Tomailuga
Rhonda Tiakia Tomailuga (geb. 1988 oder 1989) ist eine Politikerin in Niue und Mitglied der Niue Fono Ekepule (Niue Assembly). Sie ist die Tochter des ehemaligen Abgeordneten John Operator Tiakia.

## Leben
Tomailuga ist die Enkelin von Enetama Lipitoa, dem ersten Gesundheitsminister von Niue 1972, und die Tochter von John Operator Tiakia; sie ist die jüngste von drei Kindern. Bereits als Jugendliche engagierte sie sich als Präsidentin des Jugendrats von Niue und repräsentierte Niue bei verschiedenen internationalen Jugendkongressen, unter anderem 2017 in Japan, zur Verringerung der Gefahren von Naturkatastrophen, und 2018 in Brüssel. Sie ist auch Mitglied der Kommission für die Niueanische Sprache.
Tiakia-Tomailuga war Communications Officer (Öffentlichkeitsreferentin) der Regierung von Niue. Sie wurde in den Wahlen 2023 (29. April) in das Parlament gewählt. Dabei gewann sie den Sitz, welchen früher ihr Vater eingenommen hatte, gegen Shield Utalo Palahetogia in Lakepa. Sie ist mit 34 Jahren das jüngste Mitglied der Nationalversammlung.